# Pyrenopeziza lychnidis
Pyrenopeziza lychnidis är en svampart som först beskrevs av Jean Baptiste Desmazières, och fick sitt nu gällande namn av Rehm. Pyrenopeziza lychnidis ingår i släktet Pyrenopeziza, ordningen disksvampar, klassen Leotiomycetes, divisionen sporsäcksvampar och riket svampar.   Inga underarter finns listade i Catalogue of Life.